# Boleslas II de Mazovie
Pour les articles homonymes, voir Boleslas et Boleslas II.
Boleslas II de Mazovie (ou Boleslas II de Płock, en polonais Bolesław II mazowiecki ou Bolesław II płocki) est né après 1251 et mort le 20 avril 1313. Il est le frère cadet de Conrad II de Mazovie et le fils de Siemovit Ier de Mazovie.
Il est devenu duc de Mazovie en 1262. En 1275, la Mazovie est partagée entre lui et son frère et il devient duc de Płock. À partir de 1294, il règne sur toute la Mazovie. En 1288/1289, il est duc de Sandomierz. En 1310, il offre une partie de la Mazovie à ses fils (le duché de Varsovie et le duché de Czersk).

## Biographie

### Jeunesse
Il est le fils cadet de Siemovit Ier de Mazovie et de Pereyaslava, une princesse Rus, qui est selon certains historiens une fille du prince Daniel de Halych ou selon d'autres sa parente éloignée. Il est né vers 1253-1258.
On ne sait rien des premières années de Boleslas II.

### Duc de Płock
En 1262, son père est tué par les Lituaniens qui capturent son frère aîné. La régence du duché de Mazovie est alors assurée par Boleslas le Pieux, le duc de Grande-Pologne, et par Perejesława, la veuve de Siemovit Ier.
En 1275, lorsqu’il atteint l’âge de la majorité, la Mazovie est partagée entre lui et son frère. Il reçoit le duché de Płock. Ce partage ne satisfait pas Boleslas et un conflit de longue durée s’ouvre entre les deux frères. En 1279, la paix et l’alliance avec les Lituaniens est consolidée à la suite de son mariage avec Gaudemunda baptisée sous le nom de Sophie, la fille du grand-duc Traidenis de Lituanie. Boleslas se trouve un autre allié en la personne de Ladislas Ier le Bref, le duc de Cujavie.

## Lutte pour le trône de Cracovie et de Sandomierz
Le 30 septembre 1288, Lech II le Noir, le duc de Cracovie, meurt sans laisser d’héritier. Une partie de la noblesse de Petite Pologne soutient la candidature de Boleslas à la succession. Il doit affronter Henri IV le Juste, le duc de Wrocław, qui a également l’ambition de monter sur le trône de Cracovie. En 1288, Boleslas, à la tête de son armée, s’empare de Sandomierz et de Cracovie. Le 26 février 1289, avec ses alliés (Ladislas Ier le Bref, la Ruthénie et Casimir II de Łęczyca), il inflige une défaite à Henri IV le Juste soutenu par les ducs de Głogów, de Ścinawa et d’Opole à la bataille de Siewierz (pl).
Malgré cette victoire, les habitants de Cracovie offrent le Wawel à Henri IV le Juste qui résiste à Boleslas. Les puissants de Petite-Pologne se rallient à Henri IV, mettant fin aux espoirs de Boleslas de monter sur le trône de Cracovie. Celui-ci abandonne le duché de Sandomierz à son frère Conrad II de Czersk, ce qui mécontente très fort les nobles de Petite Pologne, habitués à voir le duc de Cracovie régner sur Sandomierz. Finalement, Boleslas abandonne à Ladislas Ier le Bref tous ses droits sur la Petite Pologne et se retire dans son duché. Le seul aspect positif de cette lutte pour le trône de Cracovie a été la réconciliation avec son frère Conrad.

## Alliance avec la Bohême
Sa première femme étant décédée, Boleslas se remarie au début 1291 avec Cunégonde, la sœur de Venceslas II de Bohême. La même année, Venceslas s’empare de Cracovie. Boleslas voit sa position se renforcer. L’année suivante, son beau-père lui vient en aide dans sa guerre contre Ladislas Ier le Bref.

## Duc de Mazovie et guerre avec la Bohême
L’alliance entre la Mazovie et la Bohême ne dure pas très longtemps. Le 11 octobre 1294, à la mort de son frère Conrad II de Czersk, Boleslas devient le souverain de toute la Mazovie. Se sentant renforcé, il rompt son alliance avec la Bohême et se tourne vers Ladislas Ier le Bref.
En 1295, il reconnaît Przemysl II de Grande-Pologne comme roi de Pologne. L’année suivante, après l’assassinat de Przemysl II, il soutient Ladislas Ier le Bref dans sa guerre contre Henri III de Głogów pour la succession de Przemysl II en Grande Pologne.
En 1300, la détérioration des relations entre la Bohême et la Mazovie pousse Venceslas II à attaquer la Mazovie. Boleslas résiste et ne change pas sa ligne politique. Il ne reconnaît pas Venceslas comme roi de Pologne et renvoie Cunégonde à Prague en 1302.

## Fin de règne et descendance
Au début du XIVe siècle, Boleslas fonde la place forte de Varsovie. Après 1305, l’activité politique de Boleslas se réduit. En 1310, il cède une partie de la Mazovie à ses deux fils aînés. Siemovit reçoit la région de Varsovie et Trojden reçoit la région de Czersk. En 1311, Borzysław devient son chancelier.
Boleslas II de Mazovie meurt le 20 avril 1313. De son premier mariage, il a eu trois enfants:
- Siemovit,
- Trojden
- Anna épouse vers le 13 août 1325 Ladislas de Legnica (mort en 1352) répudiée et religieuse vers le 13 janvier 1329.

De son second mariage, il a également eu trois enfants (Wacław, Euphrosyne de Mazovie et une autre fille).